# Lillicoa
Lillicoa is een monotypisch geslacht in de familie Stictidaceae. De typesoort is Lillicoa palicoureae.